# Spearfish (Dakota del Sud)
Spearfish (in lakota: Hočhápȟe) è una città della contea di Lawrence nello Stato del Dakota del Sud, negli Stati Uniti. La popolazione era di 12 193 abitanti al censimento del 2020.

## Geografia fisica
Secondo l'Ufficio del censimento degli Stati Uniti, ha una superficie totale di 16,34 mi² (42,32 km²).

## Storia
Prima della corsa all'oro delle Black Hills del 1876, l'area era abitata dai nativi americani (principalmente i Sioux, ma anche altri popoli).  La città è stata fondata nel 1876 con il nome di Queen City, poco dopo che era iniziata la corsa all'oro, tra le insenature dello Spearfish Canyon. Spearfish si sviluppò come centro per la rifornizione di alimenti per i lavoratori nelle colline circostanti. Ancora oggi, nelle vicinanze si svolge un'importante attività di ortofrutticoltura. Nel XX secolo, la storia di Spearfish era legata all'industria mineraria e al turismo.

## Società

### Evoluzione demografica
Secondo il censimento del 2020, la popolazione era di 12 193 abitanti.